# Buyang jezik
Buyang jezik (ISO 639-3: byu, 2008 povučen iz upotrebe), nekada poseban jezik, danas naziv sa skup jezika koji su nekada smatrani njegovim dijalektima. Klasificira se široj skupini yang-biao, porodica tai-kadai. Neki od dijalekata priznati su 2008. samostalnim jezicima koji se sada nazivaju buyang e’ma [yzg], baha buyang (zapadni buyang) [yha] i langnian buyang [yln]
Jezik yerong [yrn], 380 (2000) pripada kao četvrti jezik podskupini buyang

## Vanjske poveznice
- Ethnologue (14th)
- Ethnologue (15th)